# Graminho

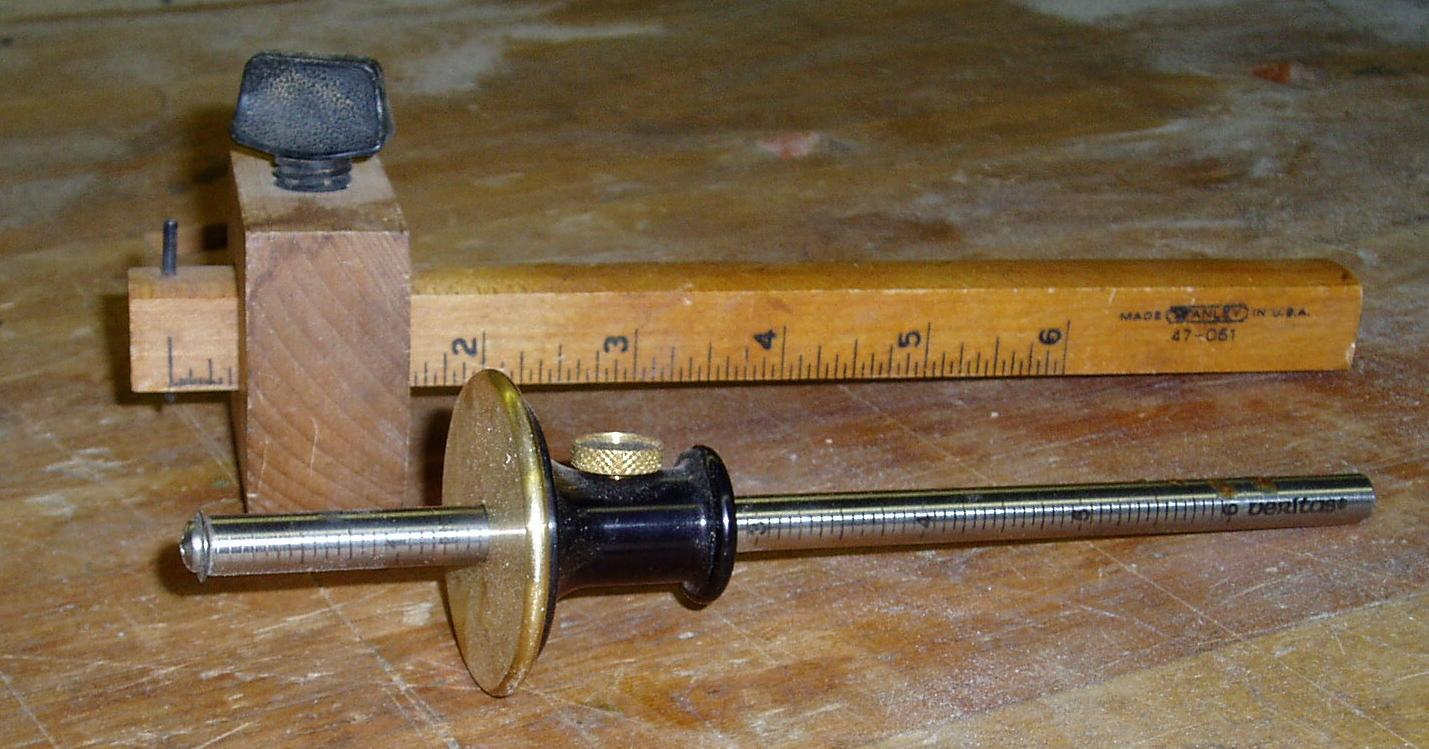
Graminhos Stanley e Veritas

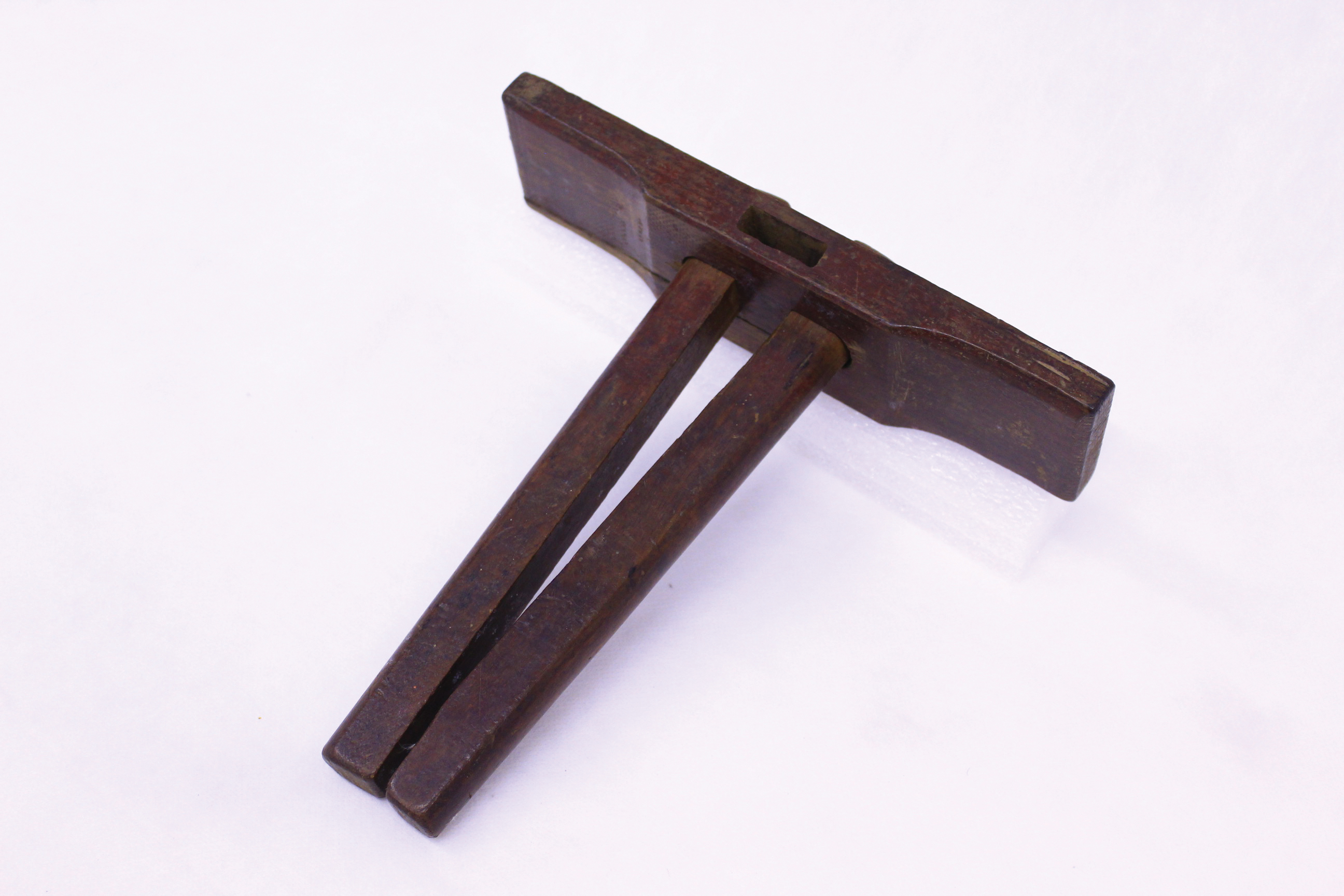

Um graminho é um instrumento usado em marcenaria e metalurgia para marcar linhas para corte ou outras operações. O objetivo do graminho é riscar uma linha paralela a uma borda ou superfície de referência, a até 10 cm da borda ou superfície de referência. É utilizado em trabalhos de marcenaria e chapas de metal.
O graminho consiste em uma haste, uma base e um implemento de marcação, tipicamente um pino, faca, caneta ou roda. A base desliza ao longo da haste e é fixada no lugar por vários meios: um parafuso de bloqueio, alavanca de came ou uma cunha. O implemento de marcação é fixado a uma extremidade da haste.

## Tipos
O implemento de marcação é escolhido dependendo da operação a ser realizada. Alguns graminhos permitem a troca de vários implementos, enquanto outros não; e um marceneiro geralmente possui vários tipos diferentes. Um pino de aço é usado ao riscar na direção das fibras da madeira. Uma faca de aço é usada ao riscar transversalmente às fibras. A caneta ou lápis é usada quando o marceneiro não deseja marcar a superfície. De modo geral, o pino e a faca proporcionam uma marcação mais precisa do que a caneta ou lápis. O graminho também é utilizado para marcar linhas paralelas ao lado da face e ao lado da borda.

### Variações
O tipo de graminho que usa uma faca em vez de um pino é frequentemente descrito como um graminho de corte. Esta ferramenta é às vezes usada para "marcar" levemente a madeira antes de um corte, para evitar lascas durante o corte principal com, por exemplo, uma serra circular.
Outras variações incluem um graminho de painel, que tem uma haste mais longa e uma base maior para riscar linhas que estão mais distantes da borda de referência. Um graminho de espiga tem dois pinos que podem ser ajustados em relação um ao outro na extremidade da haste. Este graminho é usado para riscar duas linhas simultaneamente e é mais comumente utilizado para marcar a juntas de caixa e espiga.

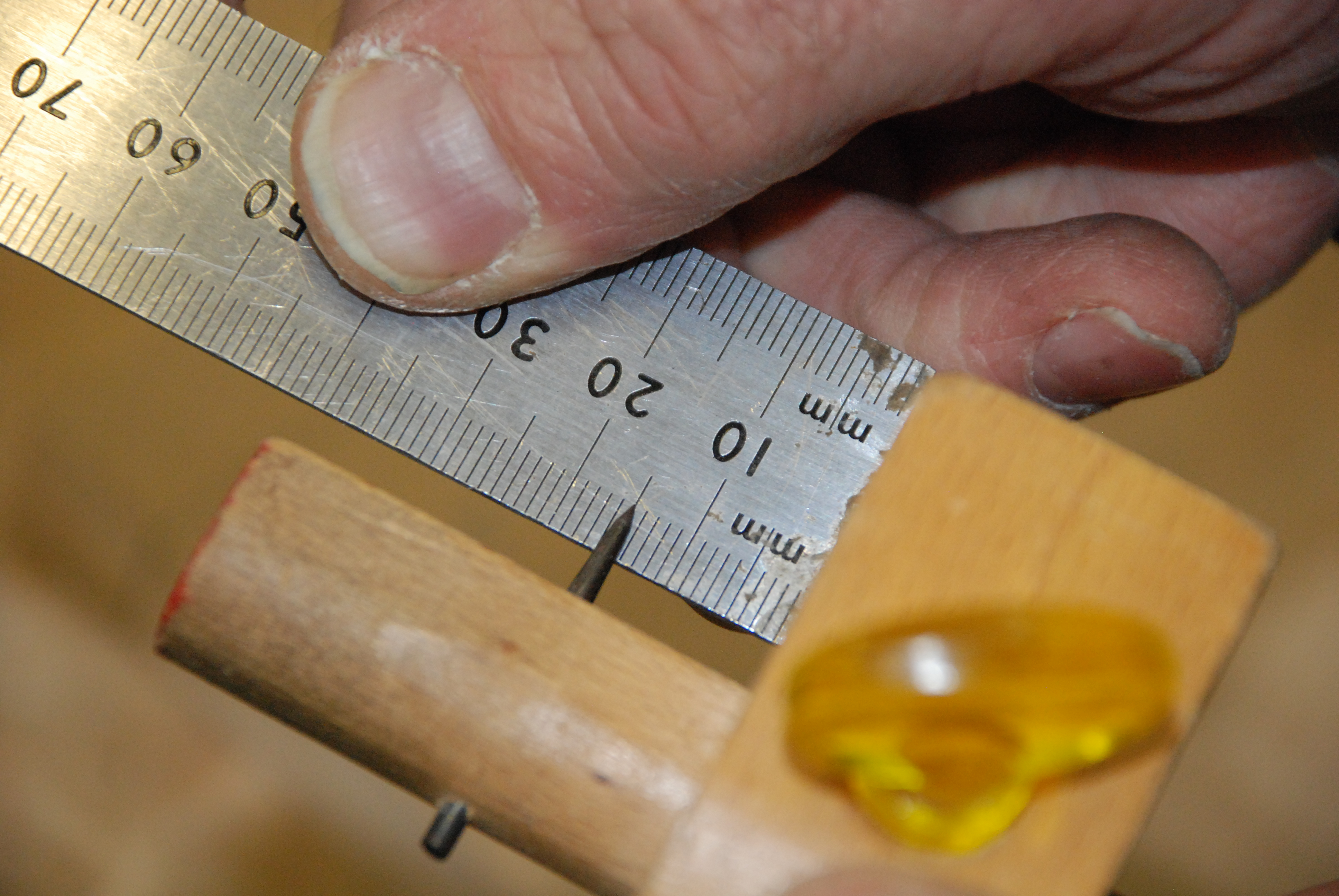
Marcando 15mm no graminho
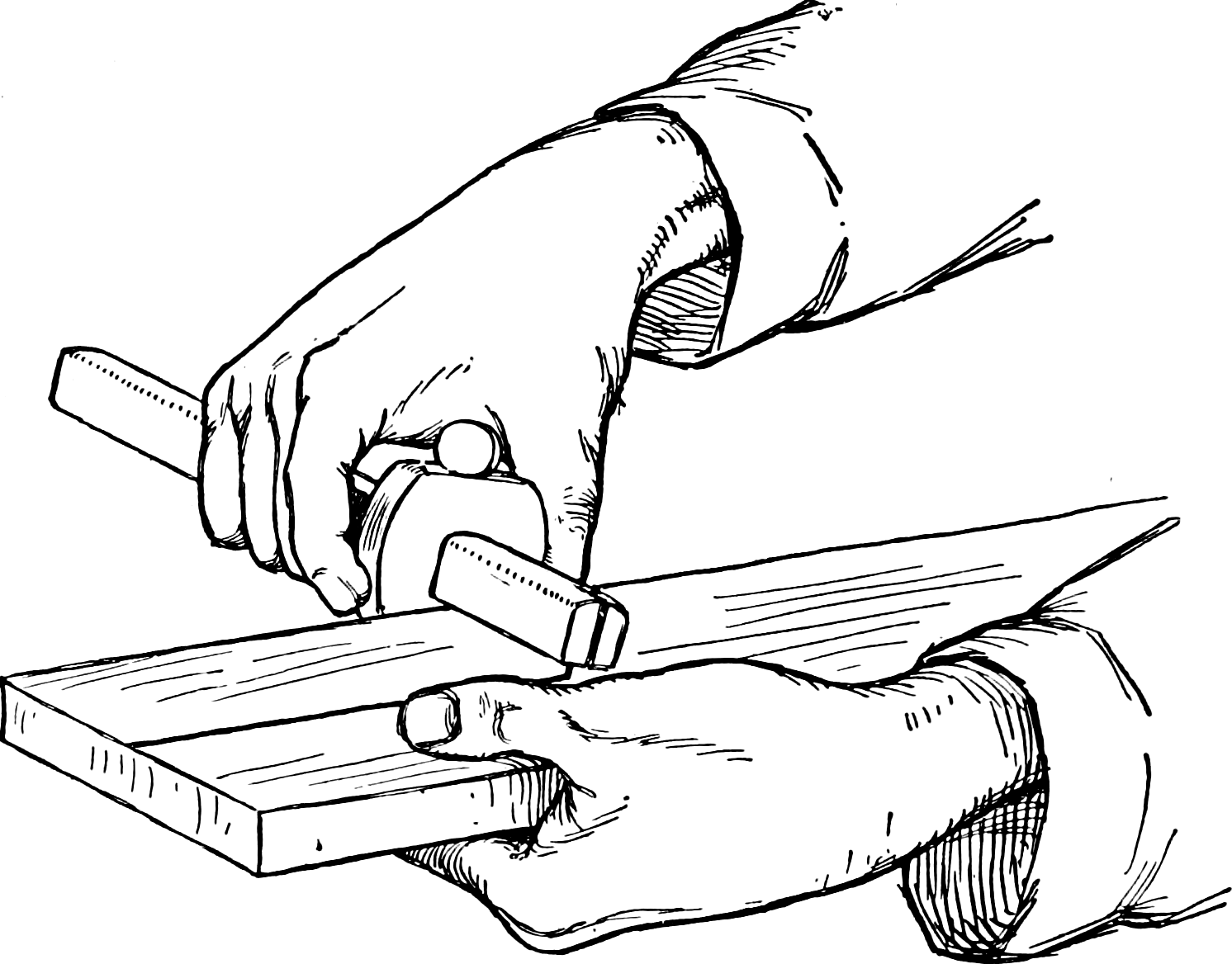
Um graminho em uso
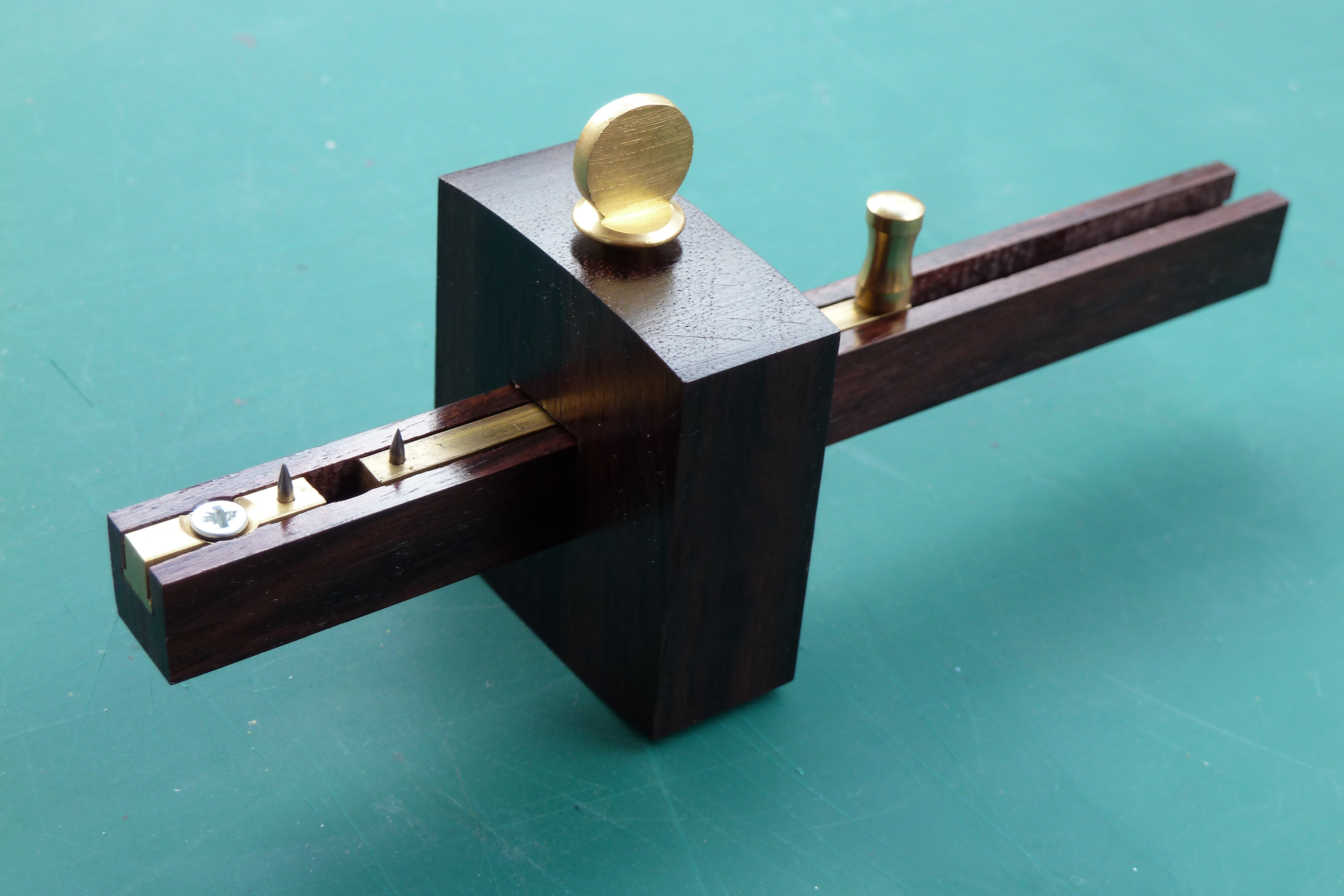
Graminho de espiga
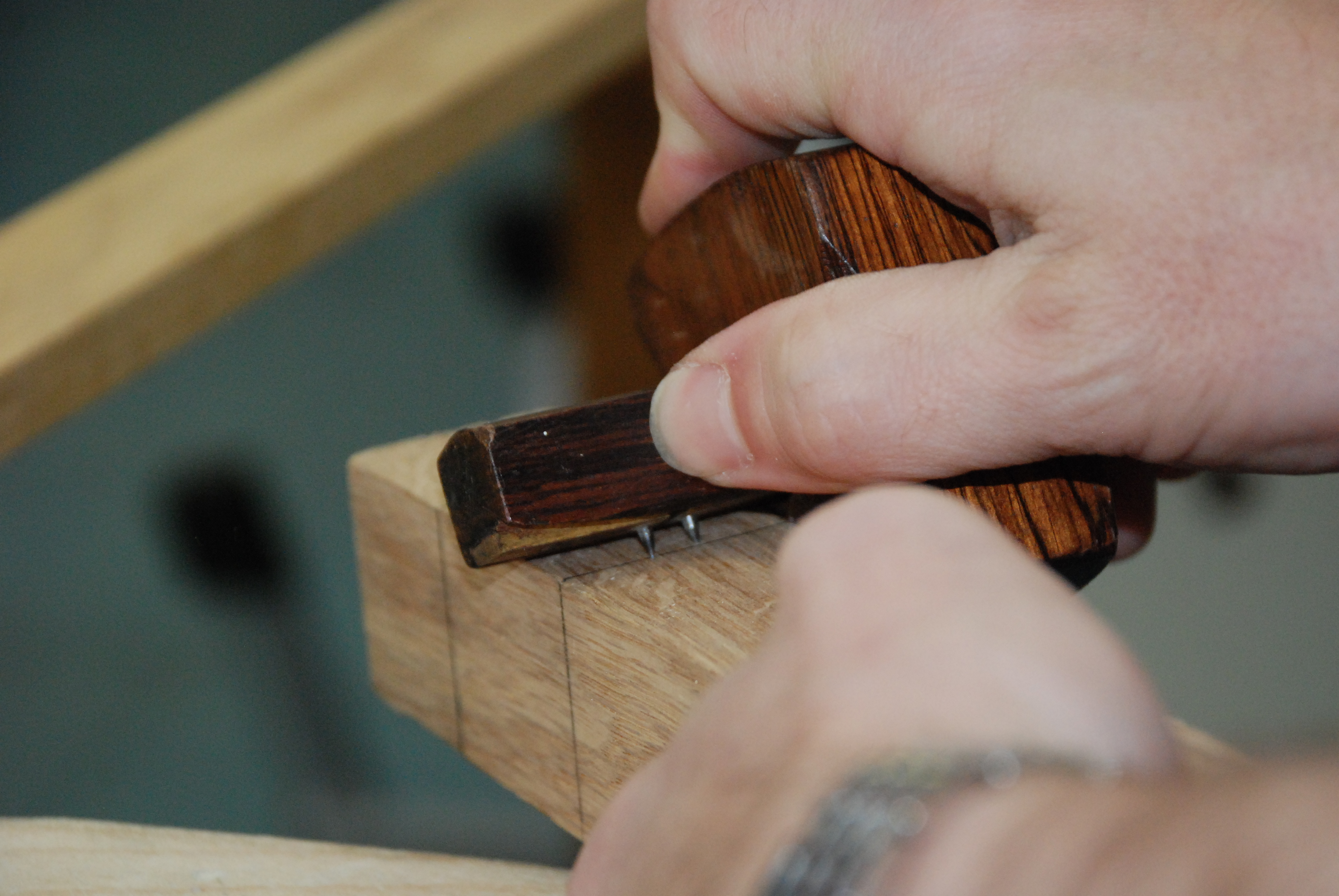
Graminho de encaixe
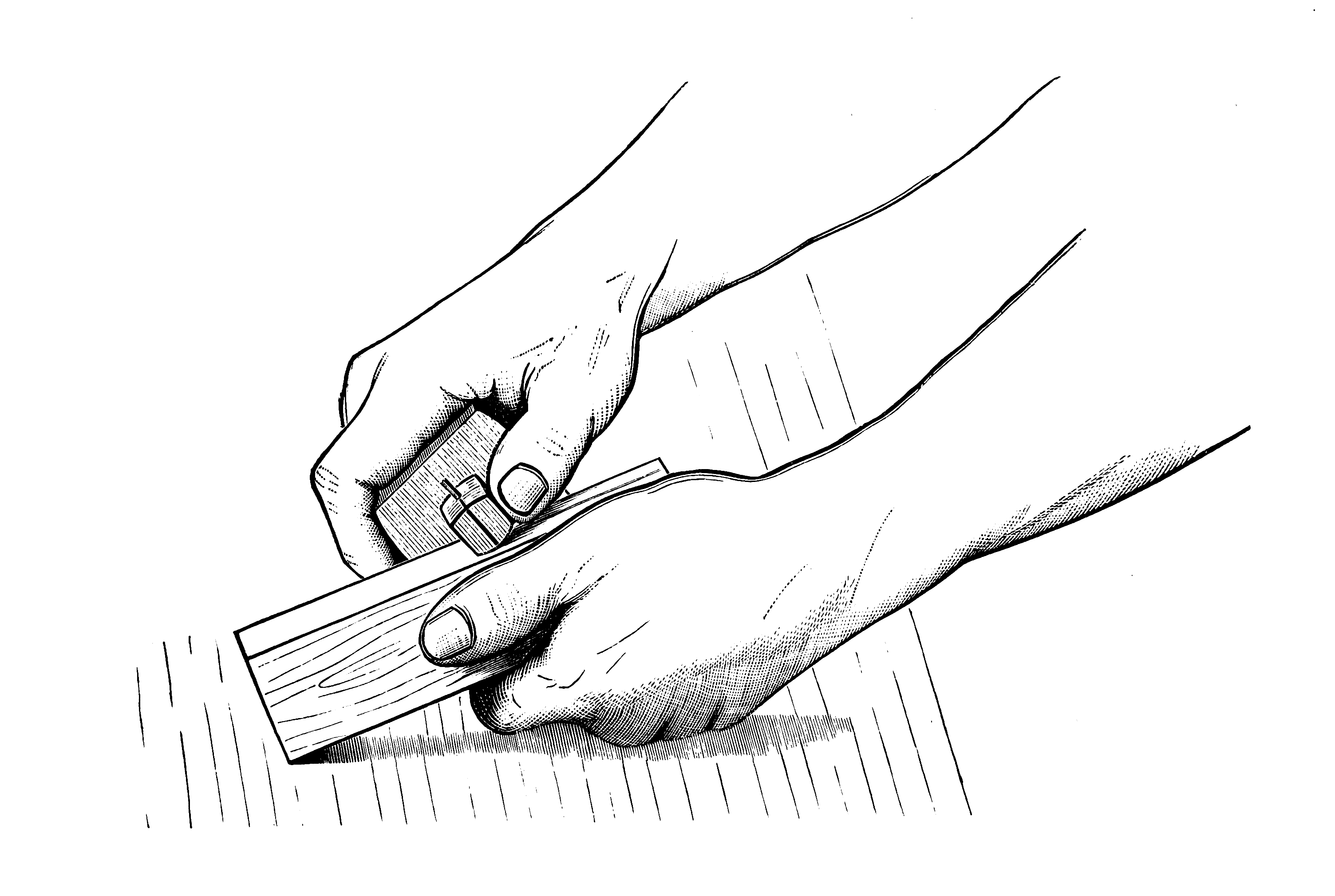
Graminho de marcação em uso
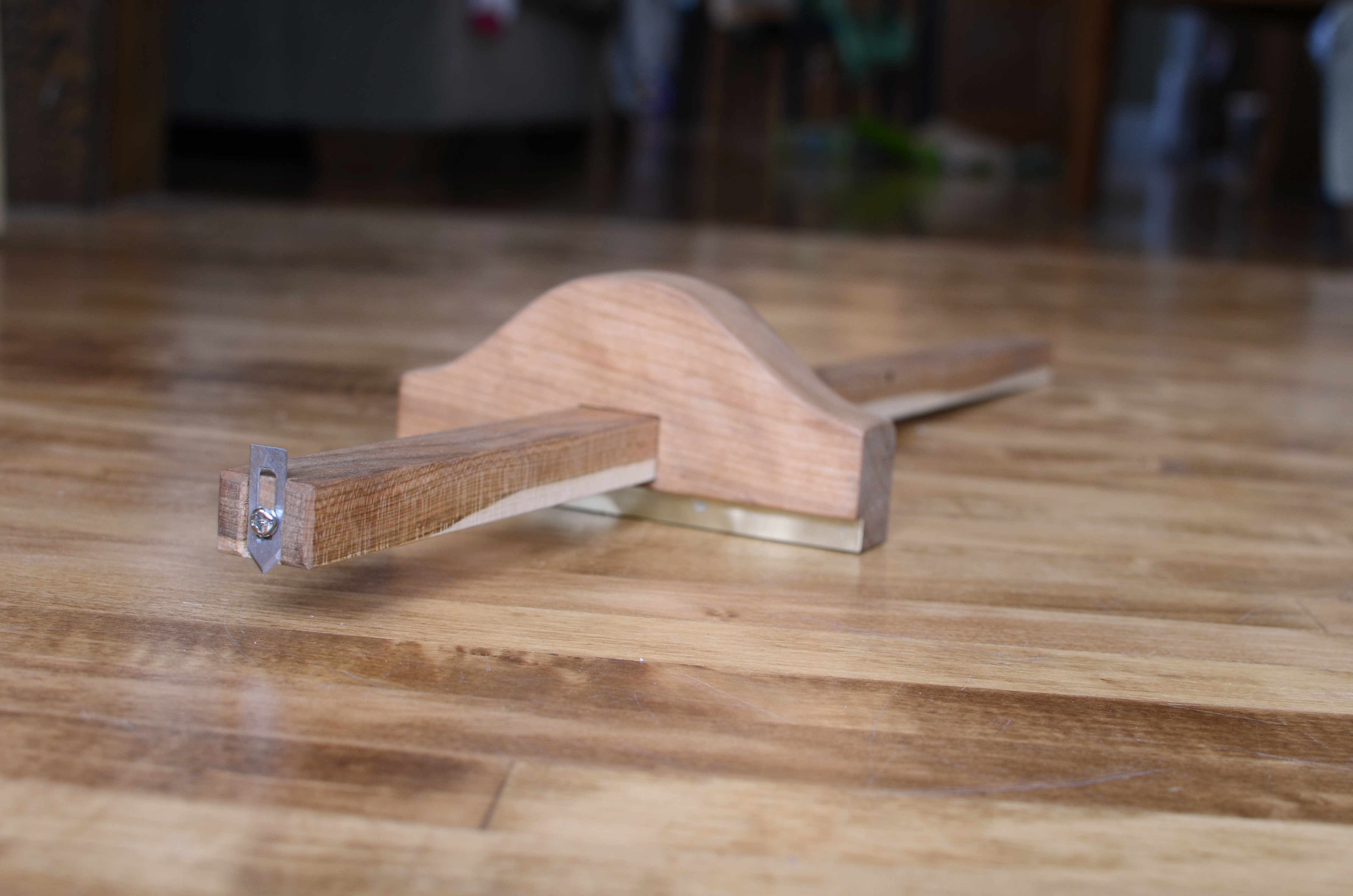
Graminho de painel, para marcar tábuas mais largas e chapas de metal.